# جرمی دی ماگالهس
جرمی دی ماگالهس (انگلیسی: Jérémy De Magalhaes؛ زادهٔ ۲۱ نوامبر ۱۹۸۳) بازیکن فوتبال اهل فرانسه است.
از باشگاه‌هایی که در آن بازی کرده‌است می‌توان به باشگاه فوتبال بارنت و باشگاه فوتبال کن اشاره کرد.